# Jack Marin
John Warren "Jack" Marin (né le 12 octobre 1944, à Sharon, en Pennsylvanie) est un ancien joueur américain de basket-ball. 

## Biographie
Arrière/ailier de 2,01 m issu de l'université Duke, Marin fut nommé dans la NBA All-Rookie Team 1967 et passa 11 saisons en NBA (1966-1977), sous les couleurs des Baltimore Bullets, des Houston Rockets, des Buffalo Braves et des Chicago Bulls. Le gaucher Marin fut à deux reprises All-Star et inscrivit 12 541 points en carrière. Il a été inclus dans le transfert aux Houston Rockets impliquant le futur Hall-of-Famer Elvin Hayes.
À l'issue de sa carrière NBA, Marin intégra l'école de droit de Duke et fut diplômé en 1980. Actuellement, il est associé dans le cabinet de Williams Mullen en Caroline du Nord où il se consacre au droit du sport. Il siège au conseil du National Basketball Retired Players Association et représente des joueurs de basket-ball.
Marin fut durant trois années (1998-2000) directeur exécutif du Celebrity Players Tour, un circuit de golf professionnel avec d'anciens athlètes professionnels et de membres du monde du spectacle. Lors de son passage, le tour passa de 5 à 15 événements soutenant divers actions caritatives à travers le pays. Il a été un joueur actif et fut membre du conseil d'administration.
Marin fut intronisé au "North Carolina, Pennsylvania and Duke Sports halls of fame". Il collabore actuellement au Be Active North Carolina Campaign Cabinet.